# Technische Universität Durban
Die Technische Universität Durban (englisch Durban University of Technology), kurz DUT, ist eine technische Universität in Durban, KwaZulu-Natal, Südafrika. Sie wurde 2002 durch die Zusammenlegung mit den Institutionen Technikon Natal und ML Sultan Technikon gegründet, vorher war sie als Durban Institute of Technology bekannt. Im Jahr 2018 waren etwa 31.203 Studenten eingeschrieben.
Kanzlerin ist die Managerin Nonkululeko Nyembezi.

## Organisation
Die Universität wird von einem Senior Management Team geleitet, dem der Vizekanzler vorsteht. Weitere Mitglieder sind stellvertretende Vizekanzler, Dekane und der Registrar. Die Leitung ist dem Universitätsrat verantwortlich.
Es gibt sechs Fakultäten, die sich auf verschiedene Campusbereiche verteilen:
- Brickfield Campus, Durban: Universitätsbibliothek
- City Campus, Durban: Fakultät für Geisteswissenschaften
- Indumiso Campus, Pietermaritzburg: Hochschulsport
- ML Sultan Campus, Durban: Fakultät für Rechnungswesen und Informatik
- Ritson Campus, Durban: Fakultät für Gesundheitswissenschaften, Fakultät für Verwaltungswissenschaften
- Riverside Campus, Pietermaritzburg: School of Education
- Steve Biko Campus, Durban: Fakultät für Angewandte Wissenschaft, Fakultät für Ingenieurwissenschaften, Zentrum für Exzellenz in der Lehre (CELT)